# مرز واگرا

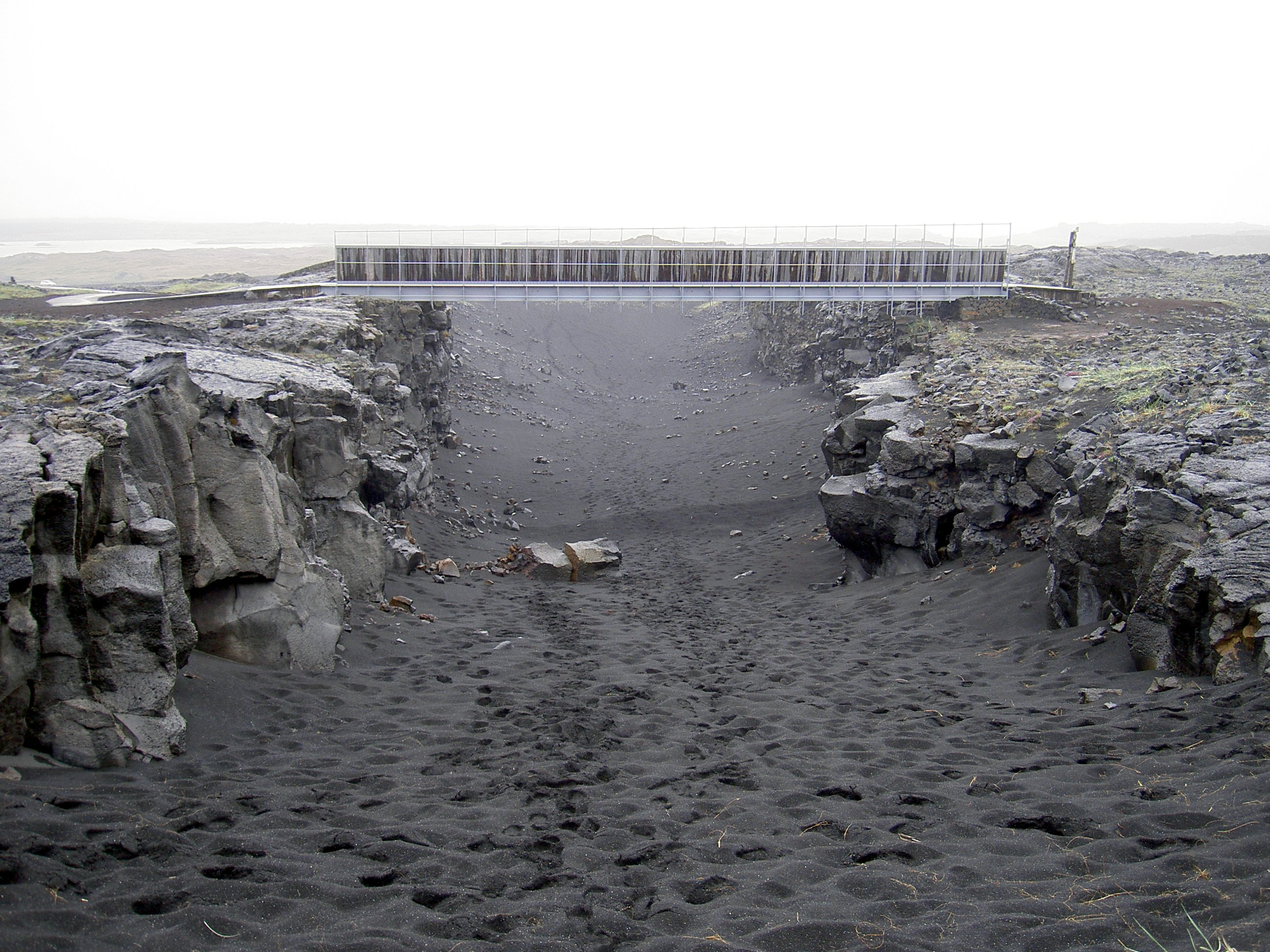
یک نوع مرز واگرا در کشور ایسلند - ۲۰۰۶

مرز واگرا یکی از مرزهای زمین‌ساختی است و زمانی روی می‌دهد که دو بشقاب زمین‌ساخت از هم دور شوند. در طول این مرز، گدازه‌ها از شکاف‌های طولانی فوران می‌کنند و آب‌فشان‌ها، آب بسیار گرم را به بیرون پرتاب می‌کنند و زمین‌لرزه‌های مکرر روی می‌دهد و تفتال (ماگما) از شکاف خارج می‌شود. تفتال پس از خارج‌شدن از شکاف، به سنگ جامد تبدیل می‌شود و پوستهٔ جدید در لبه‌های پاره‌شدهٔ صفحات شکل می‌گیرد. تفتال به بازالت (سنگ تیره و متراکم زمینهٔ کف اقیانوس‌ها) تبدیل می‌شود و این‌گونه در مرزهای واگرا، پوسته‌های اقیانوسی ساخته‌شده از بازالت ایجاد می‌شود.